# Ophrys × cranbrookeana
Ophrys × cranbrookeana là một loài thực vật có hoa trong họ Lan. Loài này được Godfery mô tả khoa học đầu tiên năm 1921.